# 佐渡卓
佐渡 卓（さど たかし、1896年 - 1984年2月9日）は、日本の実業家。元日本国土開発代表取締役社長。

## 人物・経歴
島根県中ノ島菱浦の旅館佐渡家に生まれる。1919年神戸高等商業学校（現神戸大学）卒業。1930年三井信託銀行入行。1947年三井信託銀行代表取締役。1955年日本国土開発代表取締役社長。1971年日本国土開発取締役会長。屋敷跡は佐渡公園として整備された。鳥居坂教会で洗礼を受けたクリスチャン。墓所は多磨霊園(12-1-1)

## 親族
妻の壽々は福井菊三郎三女。

## 著書
『隠岐四島 : 定本句集』玉藻社 1966年